# Diviziunile lumii în islam
Conform dreptul islamic clasic, diviziunile majore ale lumii în islam sunt dar al-Islām (lit. teritoriul islamului/supunerea voluntară față de Dumnezeu), desemnând regiuni în care predomină legea islamică,  dar al-ṣulḥ (lit. teritoriul tratatului) desemnând țările non-islamice care au încheiat un armistițiu cu un guvern musulman,  și dar al-ḥarb (lit. teritoriul războiului), desemnând țările învecinate non-islamice ai căror conducători sunt „îndemnați” să adopte islamul. 
Forma singulară în arabă a termenului dar ( دار ), tradus literal, ar putea însemna „casă”, „lăcaș”, „structură”, „loc”, „ținut” sau „țară”. În jurisprudența islamică se referă adesea la o parte a lumii. Noțiunile de „case” sau „diviziuni” ale lumii în Islam, cum ar fi dar al-Islām și dar al-ḥarb, nu apar în Coran sau hadith.  Potrivit lui Abou El Fadl, singurele dars despre care vorbește Coranul sunt „lăcașul vieții de Apoi și lăcașul vieții pământești, prima fiind descrisă ca fiind net superioară celei din urmă”. 
Juriștii islamici timpurii au elaborat acești termeni cu scopul de a desemna hotărârile judecătorești pentru cuceririle musulmane în curs de desfășurare aproape un secol după Muhammad. Primul utilizare a termenului a fost în Irak de către Abu Hanifa și discipolii săi Abu Yusuf și Al-Shaybani. Printre cei din Levant, Al-Awza'i a fost lider în această disciplină și mai târziu Al-Shafi'i.
Conceptul de Dar al-ḥarb a fost afectat de schimbările istorice, cum ar fi fragmentarea politică a lumii musulmane, și are mică însemnătate astăzi. Distincția teoretică dintre Dar al-Islām și Dar al-ḥarb este considerată, la scară largă, inaplicabilă, iar mulți juristi islamici contemporani privesc Lumea occidentală ca făcând parte din cea dintâi, dat fiind faptul că musulmanii au posibilitatea de a-și practica liber credința și a face prozelitism în țările occidentale.

## Diviziunile religioase islamice timpurii

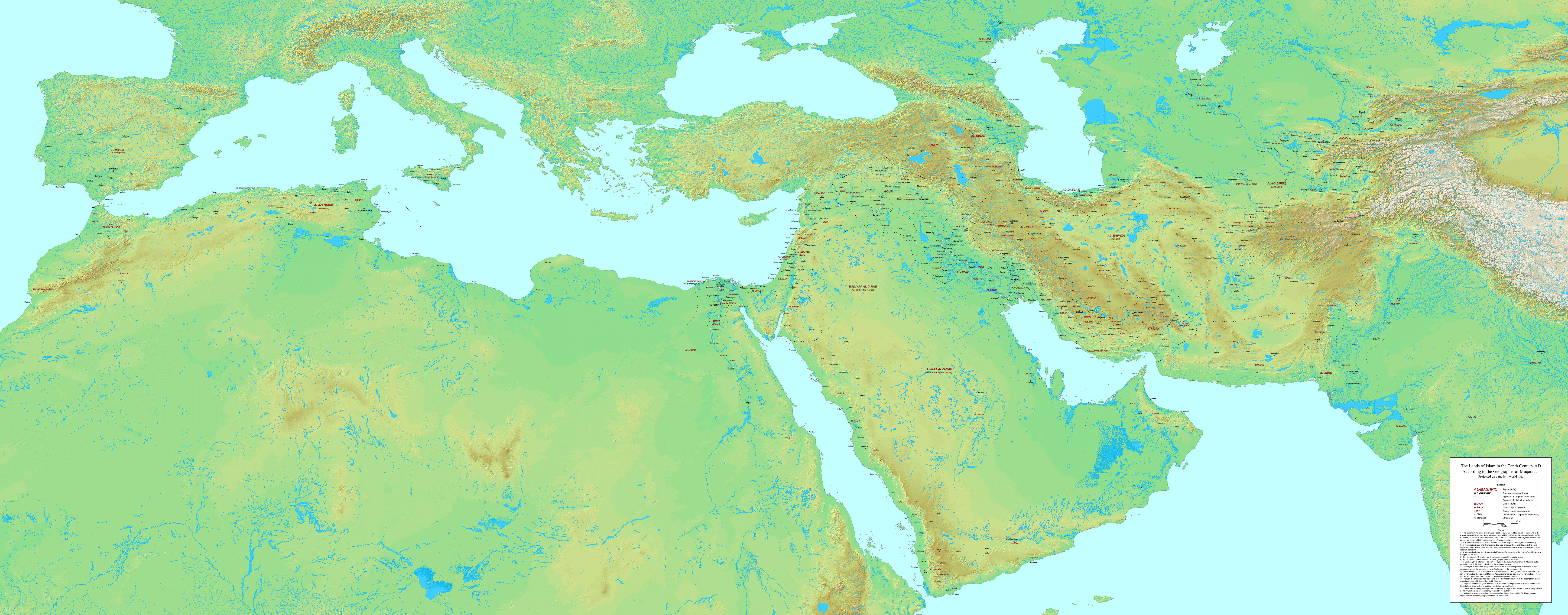
Ținuturile și orașele aparținând Dar al-Islam în secolul al X-lea, conform geografului al-Muqaddasi

Teoria juridică islamică timpurie a împărțit lumea în două diviziuni: „casa islamului” și „casa războiului”. Prima, numită dar al-Islām, uneori Pax Islamica, era alcătuită din musulmani și non-musulmani care trăiau sub suveranitatea islamică.  A doua a fost dar al-ḥarb, condusă de non-musulmani și în special de necredincioși. O altă diviziune secundară a Dar al-ʿAhd a fost atribuită teritoriilor conduse de non-musulmani care au un tratat de non-agresiune sau pace cu musulmanii, practic un statut intermediar între cele două diviziuni majore.
„Excepting those who join a people between whom and you there is a treaty, or such as come to you with hearts reluctant to fight you, or to fight their own people. Had Allah wished, He would have imposed them upon you, and then they would have surely fought you. So if they keep out of your way and do not fight you, and offer you peace, then Allah does not allow you any course [of action] against them.”—Quran 4:90
Dar al-Islām ( arabă دار الإسلام , literalmente casa/lăcașul Islamului sau dar al-Tawḥīd, casa/lăcașul monoteismului ) a fost un termen folosit de savanții musulmani pentru a se referi la acele țări aflate sub suveranitatea musulmană, considerate uneori „casa Islamului”  sau Pax Islamica.  Dar al-Islām, care înseamnă „casa/sălașul islamului”, este denumit și dar al-salam sau „casa/lăcașul păcii”. În Coran (10.25 și 6.127) acest termen face trimitere la Paradisul din Rai. 
Dar al-Islām era alcătuit din musulmani și non-musulmani, aceștia din urmă trăind ca dhimmī (persoane protejate). Non-musulmanii aveau dreptul la propria lor lege și religie în schimbul plății de jizya .  În timp ce musulmanii se bucurau de drepturi civile depline, nemusulmanilor li se acordau drepturi civile parțiale. Cu toate acestea, atât musulmanii, cât și non-musulmanii erau egali în cerințele referitoate la securitate și protecția de atacuri.  Spre exemplu, dacă un inamic captura cetățenii din dar al-Islām, statul era obligat să-i elibereze, fie că erau musulmani sau non-musulmani. 
De asemenea, în domeniul afacerilor externe, guvernul musulman îi reprezenta atât pe cetățenii săi musulmani, cât și pe cei non-musulmani.  Relațiile dintre musulmani și non-musulmani erau reglementate de „carte constituționale” (acorduri speciale emise de autorități), iar aceste acorduri recunoșteau legea personală a fiecărei comunități non-musulmane (comunitatea evreiască, comunitatea creștină etc.).  Non-musulmanii puteau avea acces la tribunalele islamice dacă doreau acest lucru. 
Potrivit lui Abu Hanifa, considerat a fi autorul conceptului, cerințele pentru ca o țară să facă parte din dar al-Islām sunt:  
1. Musulmanii trebuie să se poată bucura de pace și securitate cu și în interiorul acestei țări.
2. Țara ar trebui să fie condusă de un guvern musulman. [15]
3. Are frontiere comune cu unele țări musulmane.

### Dar al-ʿAhd
Dar al-ʿAhd ( arabă دار العهد  „casa armistițiului”) sau dar al- Sulḥ ( arabă دار الصلح  „casa concilierii/tratatului”) erau termeni folosiți pentru teritoriile care au un tratat de non-agresiune sau pace cu musulmanii.  O astfel de diviziune a fost recunoscută de juriștii șafii .  Dar juriștii Hanafi au susținut că, dacă un teritoriu a încheiat un tratat de pace cu dar al-Islām, dar al-Islām era obligată să protejeze acest teritoriu și oamenii săi, prin urmare teritoriul devenind practic dar al-Islām.  Astfel, hanefiții nu au recunoscut această împărțire. 
Această desemnare poate fi găsită în Coran, unde musulmanii sunt îndrumați asupra modului în care ar trebui să acționeze la război:
„Excepting those who join a people between whom and you there is a treaty, or such as come to you with hearts reluctant to fight you, or to fight their own people. Had Allah wished, He would have imposed them upon you, and then they would have surely fought you. So if they keep out of your way and do not fight you, and offer you peace, then Allah does not allow you any course [of action] against them.”—Quran 4:90

### Dar al-ḥarb
Dar al-ḥarb ( arabă دار الحرب  „casa războiului”) era un termen care se referea în mod clasic la acele țări care nu au un tratat de non-agresiune sau pace cu musulmanii (cele care au se numesc dar al-'Ahd sau dar al-Sulḥ).  Noțiunile de împărțire a lumii, sau dar al-ḥarb, nu apar în Coran sau în Hadith .  Potrivit unor oameni de știință, termenul „lăcașul războiului” era pur și simplu descrierea realității dure a lumii premoderne.  
Potrivit lui Majid Khadduri, distincția fundamentală dintre dar al-Islam și dar al-harb a fost introdusă după înfrângerea califatului omeiad în bătălia de la Tours în 732, care a împiedicat extinderea islamului la nord, și în același timp cu oprirea extinderii califatului spre est.  Wahbah al-Zuhayli susține că ideea de dar al-harb este în mare parte istorică: „Existența Dar al-Islām și Dar al-Ḥarb în vremurile contemporane este rară sau extrem de limitată. Acest lucru se datorează faptului că țările islamice au aderat la pactul Națiunilor Unite care prevede ca relația dintre națiuni să fie pacea și nu războiul. Prin urmare, țările non-musulmane sunt Dār al-'Ahd..." 
Potrivit lui Abu Hanifa, există trei condiții care trebuie îndeplinite pentru ca un ținut să fie calificat drept dar al-harb:
1. Implementarea deschisă a legilor non-musulmanilor, nemaifiind implementată nicio normă a islamului
2. Învecinarea cu un alt stat aparținând dar al-ḥarb
3. Niciun musulman nu rămâne în condiții de siguranță așa cum era înainte ca non-musulmanii să preia puterea.

Scopul din spatele diferențierii dintre dar al-Islām și dar al-ḥarb a fost acela de a identifica teritoriul fie ca fiind unul sigur pentru musulmani, fie un loc unde se resimte teama. Astfel, dacă musulmanii sunt în general în siguranță într-o țară și lipsiți de frică, atunci nu poate fi calificată drept dar al-harb. 
Conform doctrinei clasice, era de datoria conducătorilor musulmani să aducă teritoriul dar al-ḥarb sub suveranitatea islamică.  Se presupunea o stare de război între dar al-ḥarb și dar al-Islām, dar acest lucru nu implica neapărat necesitatea desfășurării de ostilități.  Era la latitudinea conducătorului să decidă când, unde și împotriva cui să poarte război.  Deci, în practică, a existat adesea pace între dar al-Islām și dar al-ḥarb; armistițiile formale puteau dura până la 10 ani, în timp ce pacea informală putea dura mult mai mult de 10 ani. 
În timpul perioadelor dominate de un tratat oficial de pace incheiat cu un teritoriu aflat în dar al-ḥarb, acesta era imun la atacurile musulmanilor, iar locuitorii săi (numiți ḥarbī ) puteau călca nestingherit pe tărâmurile musulmane.  În absența unui tratat de pace, un ḥarbī putea, de asemenea, să intre în siguranță pe teritoriile musulmane dacă acel ḥarbī obținuse mai întâi un <i id="mwwg">amān</i> (o asigurare de protecție). Prin intermediul unui astfel de amān au fost efectuate schimburi comerciale și culturale între dar al-ḥarb și dar al-Islām.  Orice musulman adult rezident din dar al-Islām (bărbat sau femeie, liber sau sclav) putea acorda un astfel de amān unui ḥarbī.  Al-Shaybani a hotărât ca până și rezidenții non-musulmani (dhimmī) puteau acorda un aman,  în timp ce alte surse spun că rezidenții non-musulmani nu ar fi putut face acest lucru. 

## Aplicabilitatea diviziunii în modernitate
Se remarcă o controversă între punctele de vedere islamice cu privire la aplicarea conceptelor islamice teritoriale timpurii în lumea modernă. În timp ce mulți savanți islamici consideră că diviziunile islamice timpurii nu mai sunt relevante pentru lumea modernă, alții susțin că ar putea fi în continuare aplicate în anumite situații și teritorii specifice, iar punctele de vedere radicale se țin de interpretarea fundamentală.
Potrivit lui Muhammad Haniff Hassan, se poate argumenta că majoritatea țărilor musulmane laice de astăzi nu sunt teritorii Dar al-Islām și majoritatea țărilor non-musulmane (care nu sunt în război cu lumea musulmană) nu sunt teritorii Dar al-ḥarb.  Astfel de nuanțe cântăresc împotriva ideii că musulmanii se află în război perpetuu cu non-musulmanii din lumea modernă, iar odată cu progresul sistemului internațional contemporan, comparativ cu perioada în care savanții musulmani clasici au scris despre clasificare, sunt necesare noi gândiri și perspective. Totodată, potrivit lui Hassan, în contextul actual, orice stat condus de musulmani, care este membru al Organizației Națiunilor Unite, are implicit un acord de pace cu toți ceilalți membri ai ONU, prin intermediul Cartei ONU.  Când un stat musulman încheie acordul de a deveni membru al ONU, acesta semnează, de fapt, un contract. Islamul prevede ca musulmanii să îndeplinească toate obligațiile contractuale asupra cărora au convenit, indiferent dacă acel contract a fost semnat cu musulmani sau non-musulmani, conform definiției din Coran, 5:1, 2:177. 

## Vezi de asemenea
- Califat
- Dhimmi
- Glosarul Islamului
- Indexul articolelor legate de islam
- Studii islamice
- Prezentare a islamului
- Pan-Islamismul
- Sulh
- Teologia religiilor
- Ummah
- Fiii lui Noe